# Ardebilull
Ardebilull är en asiatisk ull från Täbriz-området vid Kaspiska havet. Ullen är av förhållandevis dålig kvalitet och används inte för mattor, varför den inte ska kopplas samman med den välkända Ardabilmattan.